# Eduard Habsburg-Lothringen
Eduard Karel Habsbursko-Lotrinský (německy občanským jménem Eduard Karl Habsburg-Lothringen, * 12. ledna 1967, Mnichov) je rakousko-maďarský šlechtic, člen habsbursko-lotrinské dynastie. Působí jako diplomat, katolický spisovatel a scenárista.

## Život
Narodil se v Mnichově 12. ledna 1967 jako Eduard Karl Joseph Michael Marcus Antonius Koloman Volkhold Maria von Habsburg-Lothringen, syn arcivévody Michaela Kolomana Habsbursko-Lotrinského a jeho manželky Kristiany z Löwenstein-Wertheim-Rosenbergu. Má bratra Paval Rudolfa (* 1968) a sestru Markétu Anastázii (* 1972).
Studoval na katolické univerzitě v Eichstättu a promoval zde v roce 1999. Po promoci psal scénáře k filmům Der Weihnachtshund a Zwei Weihnachtshunde. Společně s režisérem Thomasem Imbachem napsal anglický scénář k filmu Mary Queen of Scots (2013).
Od roku 2009 byl mediálním referentem biskupství v St. Pöltenu. Od roku 2014 se podílí na televizní stanici Servus TV na dokumentu Wo Grafen schlafen. Od roku 2016 je rytířem Řádu zlatého rouna.

### Maďarský velvyslanec ve Vatikánu
Od roku 2015 byl jmenován velvyslancem Maďarska u Svatého stolce.